# Fuerzas Armadas de la República Española
Las Fuerzas Armadas de la República Española fueron la institución encargada de la defensa nacional y el mantenimiento del orden público del territorio español durante el periodo histórico de la Segunda República (1931-1939). Su historia se desarrolla desde la proclamación de la República hasta el final de la Guerra Civil en 1939.
Las Fuerzas armadas españolas a comienzos de los años 30 disponían de una crónica deficiencia de material y obsolescencia tecnológica, problema que las Reformas militares de Manuel Azaña no lograron solventar. Exceptuando el periodo de la Guerra civil, las Fuerzas armadas tuvieron otra intervención militar durante la Revolución de Asturias. Durante la Guerra civil alcanzarían una nueva organización interna, constituyéndose tres ramas independientes (Ejército, Marina y Fuerzas Aéreas) e incorporando equipamiento moderno importado de la Unión Soviética. Sin embargo, en su lucha contra el Ejército Franquista no lograron evitar la derrota y desaparición de la II República.

## Estructura

### Periodo de paz
Durante el periodo inicial de la República, las Fuerzas Armadas estaban divididas en dos armas principales:
- Ejército de Tierra
- Marina de Guerra

La Aviación militar todavía era dependiente del Ejército, a pesar de que durante la República se pretendía modernizarla y convertirla en un arma independiente. A ese efecto se creó en 1933 la Dirección General de Aeronáutica, aunque hasta 1936 continuó dependiendo orgánicamente del Ejército. Por su parte, la armada disponía de su propia aviación, la Aeronáutica Naval. Del Ejército de Tierra también dependían las tropas coloniales del protectorado de Marruecos, el denominado Ejército de África.

### Guerra civil
Tras el comienzo de la Guerra Civil y la reestructuración de las antiguas Fuerzas Armadas, ésta fue la organización que predominó hasta 1939:
- Ejército Popular
- Fuerzas Aéreas
- Marina de Guerra

Las Fuerzas aéreas desde septiembre de 1936 adoptaron una nueva estructura, que en los siguientes meses llevó a la desaparición de los antiguos servicios aéreos militar y naval. En mayo de 1937 sufrieron una profunda reorganización interna y pasaron a constituir un arma independiente, mientras que un decreto del 8 de enero de 1938 las convirtió en un Ejército independiente a igual tamaño que los otros dos.

## Historia

### Reformas militares de Azaña
Tras las Elecciones municipales del 12 de abril de 1931, el 14 de abril se producía la proclamación de la Segunda República Española por todo el país. El nuevo gobierno provisional desde el comienzo llevó a cabo una serie de medidas, entre las que se encontraban una profunda reforma de las Fuerzas armadas heredadas de época de la monarquía. El nuevo ministro de la guerra, Manuel Azaña, quería un ejército más moderno y eficaz, más republicano también. Por eso uno de sus primeros decretos, de 22 de abril, obligó a los jefes y oficiales a prometer fidelidad a la República, con la fórmula: “prometo por mi honor servir bien y fielmente a la República, obedecer sus leyes y defenderla con las armas”.
En 1931 el Ejército español contaba con 16 divisiones a las que normalmente le habría bastado con 80 generales, pero tenía 800, y además tenía más comandantes y capitanes que sargentos. Tenía 21.000 jefes y oficiales para 118.000 hombres La República heredó la marina de guerra reconstruida durante el reinado de Alfonso XIII tras el desastre del 98 en que España perdió las colonias Cuba, Puerto Rico y Filipinas. A comienzos de la década de 1930 algunos oficiales jóvenes veían la institución como demasiado ineficaz. Algunos protestaron por los elevados costes y la falta de recursos durante la guerra del Rif y tenían la visión de una fuerza naval más pequeña, moderna y más adecuada a las necesidades del país.
Por un decreto de 25 de mayo de 1931 se reorganizó el ejército de la península. Se rebajó el número de divisiones de 16 a 8; las capitanías generales creadas por Felipe V a principios del siglo XVIII fueron suprimidas (y con ellas las regiones militares, divisiones administrativas de la Monarquía) y fueron sustituidas por ocho divisiones orgánicas, y sendas Comandancias Militares en Canarias y Baleares, al mando de las cuales se puso a un general de división (el empleo más alto que podía alcanzar un militar al haberse suprimido el rango de teniente general), y de las que dependían las unidades de ametralladoras, montaña y cazadores (la Aviación pasó a formar un Cuerpo General independiente, con su propio escalafón de oficiales). Asimismo, en consonancia con la definición aconfesional del Estado, se suprimió el Cuerpo Eclesiástico del Ejército constituido por los capellanes castrenses. Por último, en cuanto al servicio militar obligatorio éste se redujo a 12 meses (cuatro semanas para los bachilleres y universitarios), pero mantuvo la redención en metálico del servicio militar, aunque sólo podía aplicarse a partir de los seis meses de permanecer en filas.
En balance, las reformas tuvieron mayor incidencia en el Ejército que en la Marina pero el resentimiento contra Azaña en ambos cuerpos fue igualmente negativo. Los proyectos de reforma con la Aviación militar, a la que se había pretendido modernizar y dotar de mayor autonomía, al final quedaron en nada.

### Revolución de Asturias
El 5 de octubre de 1934 comenzaba una Insurrección obrera en Asturias, motivada por la entrada de varios miembros de la CEDA en el gobierno republicano. Después de que los alzados se hicieran con el control de una importante porción territorial, el gobierno declaró el Estado de guerra y organizó el envío de unidades militares.
En cambio en la capital Oviedo el movimiento insurreccional no triunfó en la madrugada del día 5 porque un error técnico. Esto no impidió que las columnas de los mineros penetraran en la ciudad ocupando puntos importantes de la ciudad en los siguientes días. La guarnición de la ciudad, compuesta por unos 1000 efectivos, poco pudo hacer frente a este cerco y se limitó a resistir los ataques de los obreros, en espera de que llegase una columna de socorro. Fuera de la capital también se produjeron importantes acciones en las ciudades de la cuenca minera, especialmente en Mieres y Sama de Langreo. Desde el gobierno consideran que la revuelta asturiana era una guerra civil en toda regla, y a tal efecto los generales Goded y Franco (que tenían experiencia al haber participado en la represión de la huelga general de 1917 en Asturias) son llamados para que dirijan la represión de la rebelión desde el Estado Mayor en Madrid. Estos recomiendan que se traigan tropas de la Legión y de Regulares desde Marruecos. También fueron enviados el crucero Almirante Cervera y el acorazado Jaime I., que participaron en el bombardeo de algunos núcleos costeros.
Cuando se conoció en Oviedo el avance de las tropas gubernamentales desde cuatro frentes distintos, unido a las noticias que llegaban sobre el fracaso del movimiento revolucionario en el resto de España, cundió el desánimo y en la noche del 11 de octubre se ordenó la retirada de la capital asturiana, cuando aún continuaba la batalla en el centro urbano. El día 15 las tropas del general Balmes en el frente sur lograban vencer la última resistencia que les impedía el paso hacia Mieres, en la cuenca del Caudal. Entonces el Comité Revolucionario Provincial decidió negociar la rendición. La represión de la sublevación llevada a cabo por las tropas coloniales fue muy dura e incluso se dieron casos de saqueos, violaciones y ejecuciones sumarias.

### Golpe de Estado y Guerra Civil
A comienzos de 1936 ya se había hecho patente el descontento en el seno del Ejército, especialmente por parte de muchos militares conservadores, contra las anteriores reformas de Azaña. Sin embargo, estas medidas no se vieron apenas modificadas durante el Bienio conservador. Si bien las conspiraciones militares se venían produciendo desde el momento en que se proclamó la República 1931, y habían tenido intentos fallidos como la Sanjurjada de 1932, a partir de las Elecciones de febrero de 1936 comenzó a tejerse una trama de mayor importancia que lo había tenido lugar hasta entonces. El plan del general Emilio Mola, "el Director", era un levantamiento coordinado de todas las guarniciones comprometidas, que implantarían el estado de guerra en sus demarcaciones, comenzando por el Ejército de África. Como se preveía que en Madrid era difícil que el golpe triunfase por sí solo, estaba previsto que desde el norte una columna dirigida por el propio Mola se dirigiera hacia Madrid para apoyar el levantamiento de la guarnición de la capital. Los planes preveía que el levantamiento comenzase el 18 de julio, pero el 17 de julio la guarnición de Melilla se sublevó sorpresivamente para evitar un registro policial que diera al traste con todos los planes. A continuación, y en los siguientes días, los militares comprometidos con el golpe se fueron sublevando en sus guarniciones con suerte distinta. En las grandes ciudades (Madrid, Barcelona y otras) la rebelión militar fracasó completamente excepto en Sevilla, mientras que en algunas pequeñas ciudades y zonas como Castilla La Vieja y Navarra logró afianzarse. Para el 21 de julio se podía decir que el Golpe de Estado había fracasado irremediablemente, pues no había logrado hacerse con el control del país y la República aún resistía, dominando la mayor parte del territorio español. Así pues, para entonces se perfilaron dos zonas que con el tiempo se convertirían en estados con Ejército, administración y economía propia.
La mayoría de los historiadores calculan que un 70% de los 15.000 jefes y oficiales en activo en 1936 combatieron en el bando sublevado (unos 1.500 fueron fusilados o encarcelados por ser desafectos al bando vencedor en cada lugar), mientras que, por el contrario, la mayor parte de los 100 generales no se sublevaron. De los 210.000 soldados de tropa y suboficiales que teóricamente formaban el ejército regular en 1936, unos 120.00 quedaron en la zona sublevada, pero lo más decisivo fue que entre ellos se encontraban los 47.000 que formaban el Ejército de África que constituían las mejores tropas del ejército español. La Guardia Civil, por su parte, quedó muy dividida entre los leales y los rebeldes a la República. En cuanto a los republicanos, en su zona quedaron unos 90.000 soldados de tropa y suboficiales de los 210.000 que en 1936 formaban el ejército español, sólo 1.500 jefes y oficiales permanecieron leales (además de unas decenas de generales). En cuanto a la Guardia Civil quedó muy dividida. Respecto a la Armada española, la práctica totalidad quedó del lado del gobierno de la República: el acorazado Jaime I; 3 cruceros ligeros; dieciséis destructores en servicio o a punto de entregar; siete torpederos; doce submarinos, un cañonero; cuatro guardacostas y la casi totalidad de la Aeronáutica Naval. En cuanto a la Aeronáutica Militar, eran leales al gobierno unos 200 aparatos y 150 pilotos de combate, además de numerosos aparatos civiles de transporte o entrenamiento.
En el bando republicano, además, se procedió a la entrega de armamento a los militantes de las organizaciones obreras para que estos también hicieran frente a los rebeldes, por orden expresa del Gobierno Giral y una decisión que no estuvo exenta de críticas. Así, se creó un Ejército de milicias pues en la zona republicana muchas unidades militares habían quedado desarticuladas y los oficiales profesionales eran incapaces de hacerse obedecer. Durante la Campaña de Extremadura estas milicias fueron incapaces de hacer frente a los soldados del Ejército de África, situación que continuó hasta que las Fuerzas sublevadas se acercaron a Madrid. El nuevo gobierno republicano formado en septiembre, bajo el liderazgo de Francisco Largo Caballero, procedió a llevar a cabo una reestructuración de las Fuerzas Armadas durante los siguientes meses. Ese mismo mes las Fuerzas Aéreas se reorganizaron, quedando bajo el control de Ignacio Hidalgo de Cisneros, mientras que en el mes de octubre se creó un nuevo Ejército Popular de la República, que sustituiría a las antiguas milicias mediante su militarización. Esto coincidió con la llegada del armamento soviético a partir de finales de mes, que incluía municiones, ametralladoras, los tanques T-26 o los veloces cazas Polikarpov I-15 "Chato" y Polikarpov I-16 "Mosca".
En noviembre tuvo lugar la decisiva Batalla de Madrid, donde los republicanos lograron resistir y defender la capital frente a la ofensiva de las fuerzas sublevadas, ahora encabezadas por el general Francisco Franco (que había asumido el liderazgo en la zona sublevada). Este éxito se repitió durante los primeros meses de 1937, cuando fueron detenidas varias ofensivas enemigas en las batallas de Jarama, Guadalajara y Pozoblanco. Siguió llegando material y técnicos soviéticos que ayudaron a equilibrar la balanza en los combates, aunque esta ayuda era insuficiente frente al apoyo italo-germano que se recibía en la zona sublevada. En el momento de mayor esplendor, las Fuerzas republicanas de tierra desplegaban 750.000 hombres, 1.500 piezas de artillería y varios centenares de tanques T-26 o BT-5, automóviles blindados y autoametralladoras. Las fuerzas aéreas en diciembre de 1937 deplegaban 450 aparatos, muchos de los cuales eran aviones soviéticos. Sin embargo, a partir del verano de 1937 las fuerzas republicanas van a verse constantemente en inferioridad frente al Ejército sublevado. En octubre de 1937 se produjo la caída del Frente norte, aunque los republicanos reaccionaron conquistando Teruel durante dos meses, hasta que los sublevados la recuperaron a finales de febrero de 1938. Tras la Batalla del Ebro (entre julio y noviembre de 1938), la República perdió prácticamente la guerra. Ya en marzo de aquel año el general Rojo, tras producirse el  derrumbe del frente de Aragón, escribió:

La verdadera causa de debilidad se halla en el estado de inferioridad de nuestros medios materiales y especialmente de la aviación...

En vistas de la que se veía próxima caída de Cataluña finales de 1938 el general Vicente Rojo trató de preparar una importante ofensiva en la zona de Extremadura y Andalucía, con la idea de que una acción conjunta de la Marina, la Fuerza Aérea y el Ejército se tradujera en la mayor ofensiva republicana de la contienda. Se pretendía que la Armada realizase el desembarco de una Brigada Mixta en la zona de Motril con el apoyo de un ataque terrestre, para que las fuerzas y reservas franquistas se dirigieran a esa zona. Pocos días después los republicanos lanzarían una importante ofensiva en los sectores de Extremadura, con apoyo de acciones secundarias en los Frentes de Córdoba y Centro. Todo este conjunto de operaciones se denominó Plan P. Sin embargo, por disputas internas y rencillas personales entre algunos mandos militares al final todo el plan hubo de cancelarse. En enero de 1939 era lanzada una pequeña Ofensiva que logró obtener algunos éxitos, pero que no logró revertir el curso de la guerra. Tras la caída de Barcelona, a finales de marzo se produjo el derrumbamiento del frente republicano y el 1 de abril finalizó oficialmente la contienda.

## Proveedores de armamento
En 1931 buena parte del material del Ejército y la aviación eran de origen francés o procedían de compras realizadas en ese país durante el reinado de Alfonso XIII, y por lo general se hallaba tecnológicamente anticuado y muy desgastado.
Una Ley del 6 de febrero de 1932 creó el Consorcio de Industrias Militares, que agrupaba a las fábricas de armas y de explosivos existentes con el fin de centralizar y aumentar su producción, y de esa forma abastecer de un material más moderno del Ejército sin recurrir a las compras en el extranjero, sino mediante el incentivo de la producción propia. En 1935 el político conservador José María Gil-Robles, líder de la CEDA, fue nombrado ministro de la Guerra por el presidente Alejandro Lerroux. En los ocho escasos meses que duró su mandato logró un mínimo rearme, dotando de cascos de guerra a las unidades, proyectando una fábrica de aviones en Guadalajara y potenciando la producción de la Fábrica de Armas de Toledo.
Una vez comenzada la Guerra Civil Española se puso de manifiesto la falta de suministros y material bélico moderno en ambos bandos, por lo que en la zona republicana el gobierno de José Giral inició las gestiones para intentar comprar armamento en el extranjero. Antes de que el gobierno de León Blum en Francia tomara una postura oficial, algunos funcionarios franceses comenzaron a organizar el envío de material a los republicanos (aunque al final aprobaron el envío de aviones). Los envíos de material bélico consistieron en aviones, bombas, fusiles, ametralladoras y cartuchos de bala. Entre los aviones destacaron los bombarderos Potez 54 o los cazas Dewoitine 371 fueron enviados a la zona republicana y recibidos en el aeródromo de El Prat de Llobregat (Barcelona). Pero el gobierno francés, a instancias del gobierno del Reino Unido, pronto entró a formar parte del Comité de No Intervención y los suministros de armas a los republicanos españoles cesaron inmediatamente, medida que se vio acompañada por el cierre de la frontera pirenaica. Fue un duro golpe para los republicanos, pero a partir del otoño la Unión Soviética empezó a organizar el envío de suministros y equipo militar.
El primer transporte de la Unión Soviética que llegó a la España republicana fue el Neva que, procedente de Odesa, en el Mar Negro, descargó en Alicante unas 2.000 toneladas de alimentos el 25 de septiembre de 1936, después de una travesía de una semana. Poco después llegó el Kuban, del que se sospechó que llevaba fusiles y municiones, pero el primer transporte de armamento pesado (carros de combate con sus tanquistas) fue el del Komsomol que fondeó en Cartagena el 15 de octubre. Ese año hubo 23 viajes con armas en barcos soviéticos y 10 en buques de otra nacionalidad. La URSS envió en total a la República unos 700 aviones y unos 400 tanques, acompañados de unos 2.000 técnicos, pilotos y asesores militares (y también agentes del NKVD, la policía secreta soviética antecesora del KGB, bajo el mando de Alexander Orlov). Asimismo envió combustible, ropa y alimentos, parte de ellos sufragados con donaciones populares. Algunos autores precisan más las cifras y afirman que la URSS envió 680 aviones (Chato y Mosca, la mayoría de ellos conducidos por pilotos soviéticos), 331 carros de combate, 1.699 piezas de artillería, 60 vehículos blindados, 450.000 fusiles Mosin-Nagant, 20.486 ametralladoras y ametralladoras ligeras DPM y 30.000 toneladas de munición.
Por otro lado, los republicanos reorganizaron su industria de cara a enfocarla en el esfuerzo bélico. A partir del verano de 1937 en algunas factorías comenzó la fabricación bajo licencia de los cazas "Chato". A partir de diciembre de ese año comenzaron a entregarse los nuevos aparatos a las Fuerzas Aéreas de la República Española (FARE), y también hubo un intento de fabricar en España los cazas "Mosca", aunque el cada vez más cercano final de la contienda impidió que éste saliera adelante.

## Ministros titulares

### Ministerio de la Guerra
Entre 1931 y 1937 ésta fue la cartera ministerial que estuvo a cargo del Ejército de Tierra. El primer y más destacado ministro fue el republicano Manuel Azaña, que destacó por las reformas que emprendió en las fuerzas armadas durante su gabinete. En 1935 el conservador José María Gil-Robles fue nombrado ministro de la Guerra por Alejandro Lerroux, durante el cual promocionó a una serie de militares de corte conservadora o poco republicanos (entre otros, Francisco Franco, el general Mola o el general Fanjul), además emprender algunas reformas en el equipamiento del Ejército.
En julio de 1936 la cartera era ocupada por el también Presidente del Consejo de Ministros, Santiago Casares Quiroga, a través de la cual quería procurarse el control de las Fuerzas Armadas en vistas de una posible rebelión. Tras el comienzo de la guerra civil, Casares Quiroga dimitió y durante aquel verano de 1936 por el ministerio pasaron numerosos militares (José Miaja, Luis Castelló Pantoja, Juan Hernández Saravia) que intentaron reconstituir el Ejército tras su desmembración. En septiembre el socialista Francisco Largo Caballero formó nuevo gobierno y se hizo cargo del Ministerio de la guerra, pasando a reorganizar las Fuerzas Armadas y creó un nuevo Ejército Popular. Largo Caballero ostentó la cartera ministerial hasta mayo de 1937, cuando fue reconfigurada.

Insignia del ministro de Marina durante el periodo republicano.

### Ministerio de Marina
Entre 1931 y 1937 ésta fue la cartera ministerial que estuvo a cargo de la Marina de Guerra y otros departamentos como la Marina mercante, etc. Santiago Casares Quiroga fue el primer ministro de Marina del periodo republicano, un nombramiento que no fue bien recibido por los oficiales de la marina de guerra, que en privado lo despreciaban y lo hacían objeto de sus burlas.
En julio de 1936, al comienzo de la guerra civil, la cartera era ostentada por el republicano José Giral, quien ya la ostentara durante el gobierno del Bienio reformista (1931-1933) tras Casares Quiroga. Unos meses más tarde, en septiembre el socialista Indalecio Prieto fue nombrado ministro de Marina y Aire, agrupando también a las fuerzas aéreas mediante la nueva Subsecretaría del Aire (que ostentó el teniente coronel Antonio Camacho Benítez).

### Ministerio de Defensa

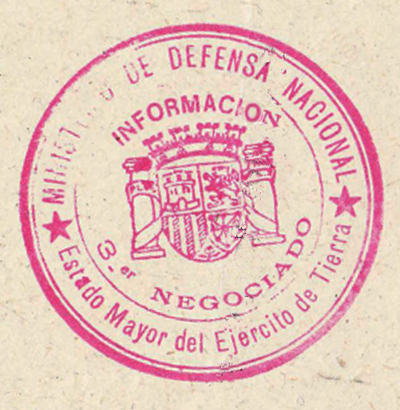
Sello del Ministerio de Defensa Nacional

Tras la caída del gobierno de Francisco Largo Caballero en mayo de 1937, se formó un nuevo gobierno liderado por Juan Negrín López. En el nuevo gabinete Indalecio Prieto pasó a liderar el nuevo Ministerio de Defensa Nacional, que unificaba los antiguos ministerios de Marina y Guerra y ponía bajo su jurisdicción a todas las Fuerzas armadas en la zona republicana. Inmediatamente después el coronel Vicente Rojo fue nombrado jefe del Estado Mayor Central de las Fuerzas Armadas y jefe de Estado Mayor del Ejército de Tierra. El luego ascendido general Rojo mantuvo el puesto hasta el final de la contienda. Prieto fue sustituido al frente del Ministerio en abril de 1938 por Negrín, tras la crisis política originada por las derrotas militares en el Frente de Aragón, cargo que ostentó hasta el final de guerra.
| Nombre            | Inicio             | Final              | Partido |
| Indalecio Prieto  | 17 de mayo de 1937 | 5 de abril de 1938 | PSOE    |
| Juan Negrín López | 5 de abril de 1938 | 5 de marzo de 1939 | PSOE    |